# MacKenzie Intervale Ski Jumping Complex
Der MacKenzie Intervale Ski Jumping Complex ist eine aus aktuell drei zugelassenen Schanzen (Stand: Februar 2023) bestehende Schanzenanlage in Lake Placid im US-Bundesstaat New York.

## Geschichte
Die heutige Großschanze wurde Anfang der 1930er Jahre für die Olympischen Winterspiele 1932 erbaut.

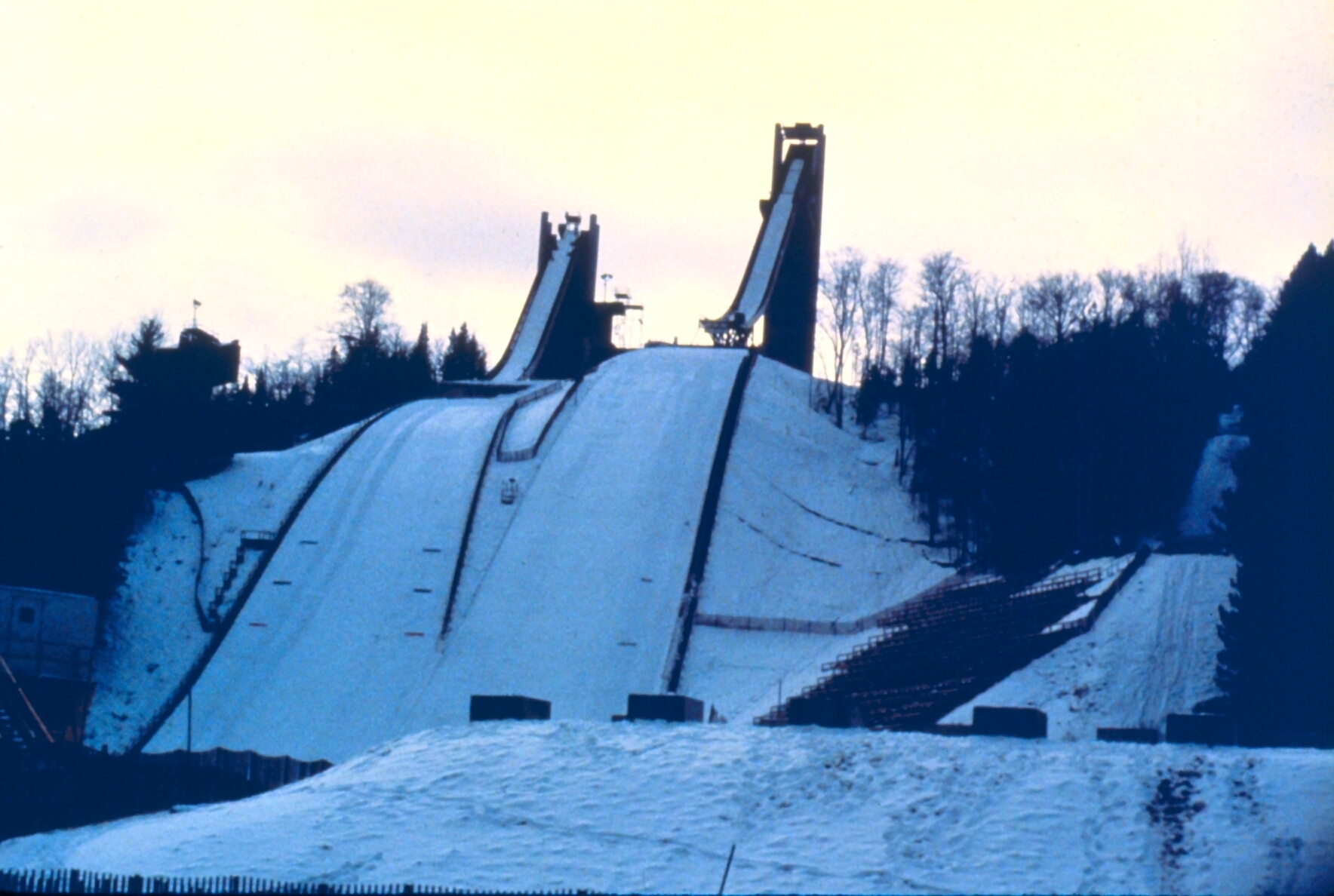
Schanzenanlage während der Olympischen Winterspiele 1980

1979 wurde der Komplex großzügig erweitert und umgebaut, damit bei den Olympischen Winterspielen 1980 ein weiteres Mal die Wettbewerbe hier stattfinden konnten. 1994 und 2021 fanden erneute Umbauten statt, derzeit ist als Ersatz für die stillgelegte K48-Schanze eine K60 im Bau.
Die Schanzen werden nach wie vor für internationale und nationale Wettbewerbe sowie zum Training genutzt. Sie gelten als sehr beliebt und immer gut präpariert. Abgesehen von der Großschanze sind alle Schanzen ganzjährig nutzbar.

## Großschanze
Der Weltcup machte auf der Großschanze von Lake Placid längere Zeit nicht mehr Station. Nachdem zuletzt am 2. Dezember 1990 ein Weltcup-Springen stattfand und der Sieger André Kiesewetter hieß und aus Deutschland kam, fand nach über 30 Jahren im Februar 2023 das nächste Weltcupspringen statt. Und wieder war es mit Andreas Wellinger ein Deutscher, der vor Ryōyū Kobayashi gewann, welcher im ersten Durchgang neuen Schanzenrekord gesprungen war.
Bei den Olympischen Winterspielen 1932 kam der Sieger aus Norwegen und hieß, wie so oft, Birger Ruud. 48 Jahre später wurde der Finne Jouko Törmänen Olympiasieger.
1950 gab es Nordische Skiweltmeisterschaften in Lake Placid (Weltmeister wurde Hans Bjørnstad aus Norwegen), 1986 wurde die Junioren-WM in Lake Placid abgehalten (Juniorenweltmeister wurde Ivan Lunardi aus Italien).
Bei den Olympischen Winterspielen 1980 hieß der Sieger auf der Großschanze Jouko Törmänen aus Finnland.

### Technische Daten
| Große Olympiaschanze HS 128     | Große Olympiaschanze HS 128                                                                          |
| ------------------------------- | --- |
| Erbaut                          | 1931 Neubau 1979, letzter Umbau 2021                                                                 |
| Anlauf                          | |
| Anlauflänge                     | 98,07 m                                                                                              |
| Schanzentisch                   | |
| Tischhöhe                       | 3,08 m                                                                                               |
| Tischlänge                      | 6,89 m                                                                                               |
| Neigung des Schanzentisches (α) | 11,0°                                                                                                |
| Aufsprung                       | |
| Hillsize                        | 128 m                                                                                                |
| Konstruktionspunkt              | 115 m                                                                                                |
| Juryweite                       | 128 m                                                                                                |
| K-Punkt Neigungswinkel (β)      | 34,1°                                                                                                |
| Größe                           | |
| Schanzenrekord                  | Herren: 136,0 m – Ryōyū Kobayashi, 11. Februar 2023 Damen: 131,0 m – Pola Bełtowska, 7. Februar 2025 |

## Normalschanze

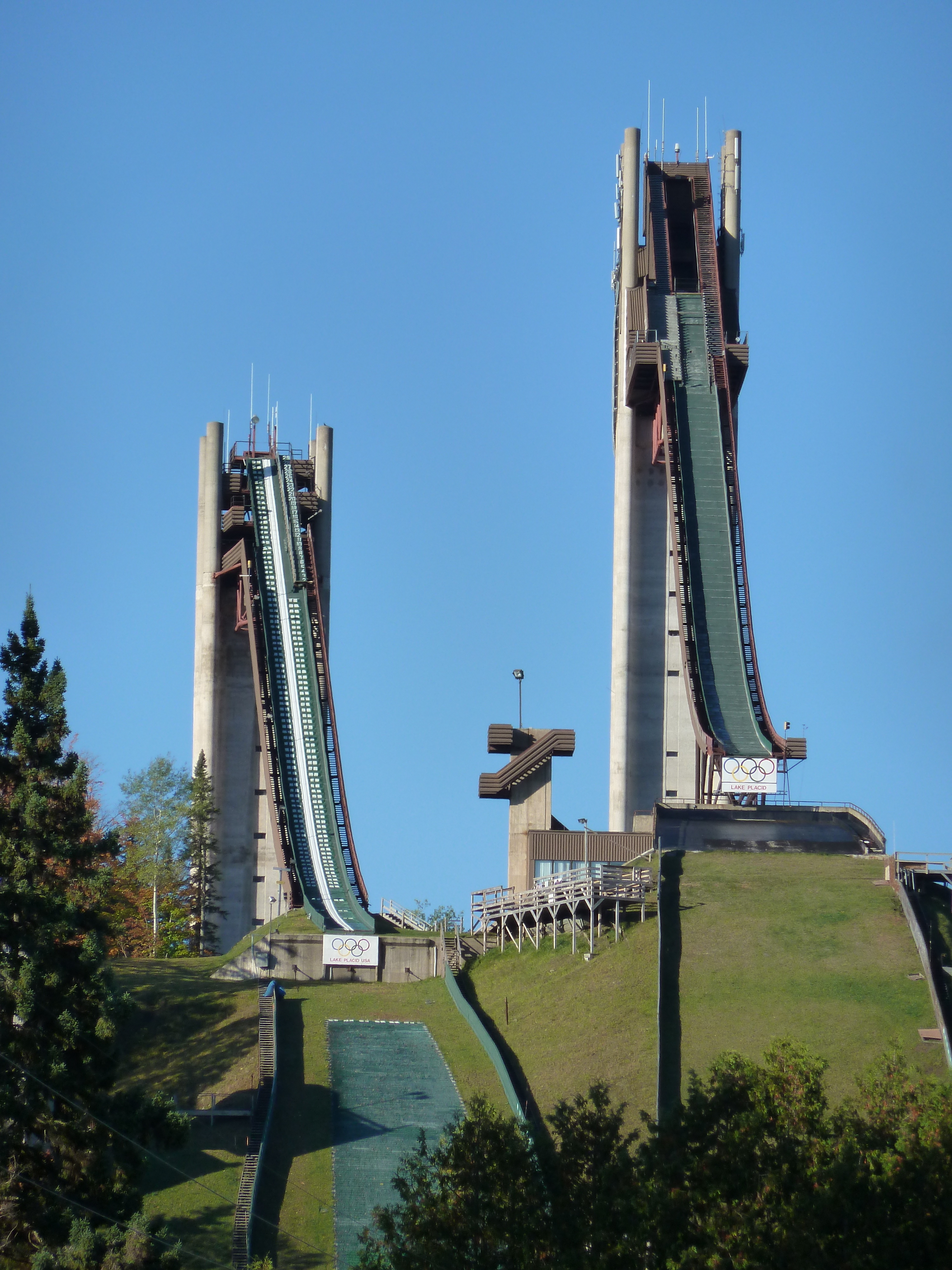
Normalschanze mit Mattenbelag (links), 2010

Die Normalschanze wurde zu den Winterspielen 1980 erbaut. Auf ihr fanden immer wieder internationale Wettbewerbe statt, zuletzt im Oktober 2005 eine Kontinentalcup-Doppelveranstaltung für Damen und Herren. 1994 und 2021 wurde die Schanze umgebaut.
Bei den Olympischen Winterspielen 1980 hieß der Sieger auf der Normalschanze Anton Innauer aus Österreich.

### Technische Daten
| Olympiaschanze HS 100           | Olympiaschanze HS 100                                                                          |
| ------------------------------- | ---------------------------------------------------------------------------------------------- |
| Erbaut                          | 1978                                                                                           |
| Anlauf                          |                                                                                                |
| Anlauflänge                     | 89,19 m                                                                                        |
| Anlaufgeschwindigkeit           | 86,1 km/h                                                                                      |
| Schanzentisch                   |                                                                                                |
| Tischhöhe                       | 2,68 m                                                                                         |
| Tischlänge                      | 6,3 m                                                                                          |
| Neigung des Schanzentisches (α) | 10,5°                                                                                          |
| Aufsprung                       |                                                                                                |
| Hillsize                        | 100 m                                                                                          |
| Konstruktionspunkt              | 90 m                                                                                           |
| Juryweite                       | 100 m                                                                                          |
| K-Punkt Neigungswinkel (β)      | 35,0°                                                                                          |
| Größe                           |                                                                                                |
| Schanzenrekord                  | Herren: 102,0 m – Henry Loher, 4. Januar 2025 Damen: 103,0 m – Natalie Eilers, 7. Oktober 2022 |

## Weitere Schanzen
Zusätzlich zu den oben behandelten Schanzen gibt es in Lake Placid noch folgende Schanzen: K48 (seit 2021 außer Betrieb) und K20 (Neubau 2021). Eine K60-Schanze befindet sich im Bau.

## Internationale Wettbewerbe
Genannt werden alle von der FIS organisierten Sprungwettbewerbe.
| Datum             | Kategorie              | Schanze | 1. Platz                                                                 | 2. Platz                                                                                        | 3. Platz                                                                  |
| ----------------- | ---------------------- | ------- | ------------------------------------------------------------------------ | ----------------------------------------------------------------------------------------------- | ------------------------------------------------------------------------- |
| 4. Februar 1932   | Olympia                | K60     | Birger Ruud                                                              | Hans Beck                                                                                       | Kåre Walberg                                                              |
| 1. Februar 1950   | Weltmeisterschaft      | K70     | Hans Bjørnstad                                                           | Thure Lindgren                                                                                  | Arnfinn Bergmann                                                          |
| 17. Februar 1980  | Olympia                | K70     | Anton Innauer                                                            | Manfred Deckert                                                                                 | Hirokazu Yagi                                                             |
| 23. Februar 1980  | Olympia                | K90     | Jouko Törmänen                                                           | Hubert Neuper                                                                                   | Jari Puikkonen                                                            |
| 15. Januar 1983   | Weltcup                | K90     | Matti Nykänen                                                            | Armin Kogler                                                                                    | Jeff Hastings                                                             |
| 16. Januar 1983   | Weltcup                | K90     | Matti Nykänen                                                            | Armin Kogler                                                                                    | Steinar Bråten                                                            |
| 17. Dezember 1983 | Weltcup                | K70     | Primož Ulaga                                                             | Matti Nykänen                                                                                   | Horst Bulau                                                               |
| 18. Dezember 1983 | Weltcup                | K90     | Jeff Hastings                                                            | Primož Ulaga                                                                                    | Jiří Parma                                                                |
| 15. Dezember 1984 | Weltcup                | K70     | Andreas Felder                                                           | Jiří Parma                                                                                      | Ernst Vettori                                                             |
| 16. Dezember 1984 | Weltcup                | K90     | Andreas Felder                                                           | Jari Puikkonen                                                                                  | Per Bergerud                                                              |
| 14. Dezember 1985 | Weltcup                | K120    | Vegard Opaas                                                             | Primož Ulaga                                                                                    | Pavel Ploc                                                                |
| 15. Dezember 1985 | Weltcup                | K90     | Franz Neuländtner                                                        | Ernst Vettori                                                                                   | Steve Collins                                                             |
| 11. Februar 1986  | Junioren-WM            | K90     | Ivan Lunardi                                                             | Christian Rimmel                                                                                | Clas Brede Bråten                                                         |
| 13. Februar 1986  | Junioren-WM            | K90     | DeutschlandF. Brau Robert Leonhard Christian Rimmel Dieter Thoma         | ItalienVirginio Lunardi Carlo Pinzani Paolo Rigoni                                              | SowjetunionSergej Badenko J. Durinow Michail Jessin Jewgeni Waschurin     |
| 13. Dezember 1986 | Weltcup                | K90     | Vergard Opaas                                                            | Ernst Vettori                                                                                   | Primož Ulaga                                                              |
| 14. Dezember 1986 | Weltcup                | K120    | Ernst Vettori                                                            | Primož Ulaga                                                                                    | Vegard Opaas                                                              |
| 12. Dezember 1987 | Weltcup                | K120    | Pavel Ploc                                                               | Dieter Thoma                                                                                    | Andreas Bauer                                                             |
| 13. Dezember 1987 | Weltcup                | K90     | Pavel Ploc                                                               | Jiří Parma                                                                                      | Vegard Opaas                                                              |
| 10. Dezember 1988 | Weltcup                | K120    | Jan Boklöv                                                               | Ernst Vettori                                                                                   | Pekka Suorsa                                                              |
| 11. Dezember 1988 | Weltcup                | K90     | Vegard Opaas                                                             | Ernst Vettori                                                                                   | Thomas Klauser                                                            |
| 9. Dezember 1989  | Weltcup                | K120    | Ernst Vettori                                                            | Matti Nykänen                                                                                   | Jan Boklöv                                                                |
| 10. Dezember 1989 | Weltcup                | K90     | Ari-Pekka Nikkola                                                        | Ernst Vettori                                                                                   | Andreas Felder                                                            |
| 1. Dezember 1990  | Weltcup                | K90     | Andreas Felder                                                           | Ari-Pekka Nikkola                                                                               | Anssi Nieminen                                                            |
| 2. Dezember 1990  | Weltcup                | K120    | André Kiesewetter                                                        | Stephan Zünd                                                                                    | Ernst Vettori                                                             |
| 8. Oktober 2005   | Continental Cup        | HS100   | Anette Sagen                                                             | Daniela Iraschko                                                                                | Ulrike Gräßler                                                            |
| 8. Oktober 2005   | Continental Cup        | HS100   | Wojciech Skupień                                                         | Marcin Bachleda                                                                                 | Anders Bardal                                                             |
| 9. Oktober 2005   | Continental Cup        | HS100   | Anette Sagen                                                             | Line Jahr                                                                                       | Atsuko Tanaka                                                             |
| 9. Oktober 2005   | Continental Cup        | HS100   | Anders Bardal                                                            | Marcin Bachleda                                                                                 | Morten Solem                                                              |
| 28. August 2007   | Continental Cup        | HS100   | Anette Sagen                                                             | Daniela Iraschko                                                                                | Katie Willis                                                              |
| 28. August 2007   | Continental Cup        | HS100   | Anette Sagen                                                             | Nata De Leeuw                                                                                   | Daniela Iraschko                                                          |
| 8. Oktober 2011   | Juniorinnen            | HS100   | Emilee Anderson                                                          | Madison Keefe                                                                                   | Elyse Hoffmann                                                            |
| 8. Oktober 2011   | Junioren               | HS100   | William Rhoads                                                           | Matthew Soukup                                                                                  | Ben Loomis                                                                |
| 8. Oktober 2011   | FIS-Rennen             | HS100   | Abby Hughes                                                              | Jessica Jerome                                                                                  | Alissa Johnson                                                            |
| 8. Oktober 2011   | FIS-Rennen             | HS100   | Anders Johnson                                                           | Peter Frenette                                                                                  | Nicholas Fairall                                                          |
| 17. Februar 2015  | FIS Cup                | HS100   | Eetu Meriläinen                                                          | Nicholas Mattoon                                                                                | Diego Dellasega                                                           |
| 25. März 2022     | Continental Cup        | HS100   | Annika Belshaw Katharina Ellmauer                                        |                                                                                                 | Hannah Wiegele                                                            |
| 26. März 2022     | Continental Cup        | HS100   | Hannah Wiegele                                                           | Annika Belshaw                                                                                  | Katharina Ellmauer                                                        |
| 7. Oktober 2022   | Continental Cup        | HS100   | Abigail Strate                                                           | Natalie Eilers                                                                                  | Nora Midtsundstad                                                         |
| 7. Oktober 2022   | Continental Cup        | HS100   | Michael Hayböck                                                          | Tomasz Pilch                                                                                    | Aleksander Zniszczoł                                                      |
| 7. Oktober 2022   | Continental Cup        | HS100   | Abigail Strate                                                           | Natalie Eilers                                                                                  | Nora Midtsundstad                                                         |
| 8. Oktober 2022   | Continental Cup        | HS128   | Abigail Strate                                                           | Natalie Eilers                                                                                  | Nora Midtsundstad                                                         |
| 8. Oktober 2022   | Continental Cup        | HS128   | Michael Hayböck                                                          | Aleksander Zniszczoł                                                                            | Kristoffer Eriksen Sundal                                                 |
| 9. Oktober 2022   | Continental Cup        | HS128   | Michael Hayböck                                                          | Aleksander Zniszczoł                                                                            | Tomasz Pilch                                                              |
| 16. Januar 2023   | World University Games | HS100   | Nicole Konderla                                                          | Machiko Kubota                                                                                  | Kinga Rajda                                                               |
| 16. Januar 2023   | World University Games | HS100   | Danil Wassiljew                                                          | Maximilian Lienher                                                                              | Timon-Pascal Kahofer                                                      |
| 18. Januar 2023   | World University Games | HS100   | Polen INicole Konderla Adam Niżnik                                       | Japan IMachiko Kubota Ryusei Ikeda                                                              | Polen IIKinga Rajda Szymon Jojko                                          |
| 20. Januar 2023   | World University Games | HS100   | Polen IKinga Rajda Nicole Konderla                                       | Polen IIPaulina Cieślar Anna Twardosz                                                           | Japan IMiki Ikeda Machiko Kubota                                          |
| 20. Januar 2023   | World University Games | HS100   | Österreich ITimon-Pascal Kahofer Maximilian Lienher                      | Kasachstan ISergei Tkatschenko Danil Wassiljew                                                  | Japan ISakutarō Kobayashi Ryusei Ikeda                                    |
| 11. Februar 2023  | Weltcup                | HS128   | Andreas Wellinger                                                        | Ryōyū Kobayashi                                                                                 | Daniel Tschofenig                                                         |
| 11. Februar 2023  | Weltcup                | HS128   | Polen Piotr Żyła Dawid Kubacki                                           | ÖsterreichDaniel Tschofenig Stefan Kraft                                                        | Japan Naoki Nakamura Ryōyū Kobayashi                                      |
| 12. Februar 2023  | Weltcup                | HS128   | Halvor Egner Granerud                                                    | Andreas Wellinger                                                                               | Stefan Kraft                                                              |
| 10. Februar 2024  | Weltcup                | HS128   | Lovro Kos                                                                | Ryōyū Kobayashi                                                                                 | Marius Lindvik                                                            |
| 10. Februar 2024  | Weltcup                | HS128   | ÖsterreichMichael Hayböck Stefan Kraft                                   | DeutschlandPhilipp Raimund Andreas Wellinger                                                    | NorwegenMarius Lindvik Johann André Forfang                               |
| 11. Februar 2024  | Weltcup                | HS128   | Stefan Kraft                                                             | Lovro Kos Philipp Raimund                                                                       |                                                                           |
| 7. Februar 2025   | Weltcup                | HS128   | Nika Prevc                                                               | Eirin Maria Kvandal                                                                             | Alexandria Loutitt                                                        |
| 8. Februar 2025   | Weltcup                | HS128   | Johann André Forfang                                                     | Jan Hörl                                                                                        | Daniel Tschofenig                                                         |
| 8. Februar 2025   | Weltcup                | HS128   | Nika Prevc                                                               | Agnes Reisch                                                                                    | Selina Freitag                                                            |
| 8. Februar 2025   | Weltcup                | HS128   | DeutschlandAgnes Reisch Philipp Raimund Selina Freitag Andreas Wellinger | NorwegenThea Minyan Bjørseth Kristoffer Eriksen Sundal Eirin Maria Kvandal Johann André Forfang | ÖsterreichLisa Eder Jan Hörl Jacqueline Seifriedsberger Daniel Tschofenig |
| 9. Februar 2025   | Weltcup                | HS128   | Daniel Tschofenig                                                        | Jan Hörl                                                                                        | Anže Lanišek                                                              |